# Ensenada, Sinaloa
Ensenada är en ort i Mexiko.   Den ligger i kommunen Elota och delstaten Sinaloa, i den centrala delen av landet, 900 km nordväst om huvudstaden Mexico City. Ensenada ligger 115 meter över havet och antalet invånare är 431.
Terrängen runt Ensenada är varierad. Runt Ensenada är det mycket glesbefolkat, med 4 invånare per kvadratkilometer. Närmaste större samhälle är El Carrizo, 16,2 km väster om Ensenada. I omgivningarna runt Ensenada växer i huvudsak lövfällande lövskog.